# Mod (subcultura)
(Peter Meaden - manager dei The Who)

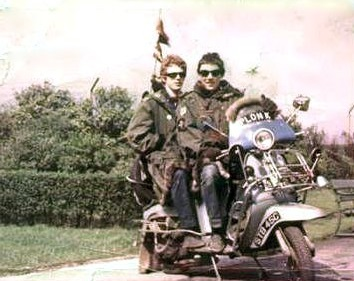
Mod a bordo di una Lambretta 175 TV 3ª serie del 1962, ampiamente modificata secondo lo stile mod

Il termine mod, abbreviativo di modernism (termine coniato inizialmente per definire i fan del modern jazz), fa riferimento alla subcultura giovanile che si sviluppò a Londra, nel Regno Unito, nei tardi anni cinquanta e raggiunse il picco di popolarità nel decennio successivo.
Il logo identificativo del movimento mod è il simbolo della Royal Air Force (l'aeronautica militare del Regno Unito), spesso presente sui giacconi Parka (tipicamente il fish-tail M-51) indossati dai mod.

Il logo del movimento mod è un bersaglio stilizzato, basato sul simbolo della Royal Air Force.

Gli elementi significativi della subcultura mod sono: il look curato ed innovativo, la musica afrostatunitense (in particolare il soul, lo ska), la musica beat, e il rhythm and blues, l'abbigliamento italiano degli anni sessanta del XX secolo e gli scooter italiani (Vespa e Lambretta), spesso adornati con molte luci e specchietti supplementari per richiamare l'attenzione, e le notti intere a ballare nei club notturni.
A partire dalla seconda metà degli anni sessanta, i mass media spesso iniziarono a usare il termine "mod" in un senso più ampio, per descrivere tutto ciò che si credeva essere popolare, alla moda, o moderno.
Verso la fine degli anni settanta si sviluppò nel Regno Unito un mod revival, chiamato anche mod 79, che si espanse poi anche in tutta Europa ed in Nord America nei primi anni ottanta, in particolare nel sud della California. Infine si può identificare una terza ondata mod, che va dai primi anni novanta ad oggi. Tra le file dei Mods italiani è possibile annoverare il Ministro Alessandro Giuli , l'attore Fabio De Luigi    , il cantante oSKAr Giammarinaro e il compositore Ezio Bosso .

## Storia
Il modernismo nasce tra il 1958 e il 1962 nelle zone di Stepney e Shepherd's Bush a Londra, sulla spinta della ribellione giovanile che si manifestava nella società dell'epoca: proprio questo clima causò la rottura tra gli adolescenti ed i loro genitori per le vicendevoli incomprensioni socio-culturali dovute al fervore innovativo tipico di quegli anni; fin dalla prim'ora il movimento è caratterizzato da una spiccata predisposizione verso tutto ciò che è nuovo ed insolito (uno dei motti dei mod era moving and learning), la cura maniacale del proprio look, e la musica.

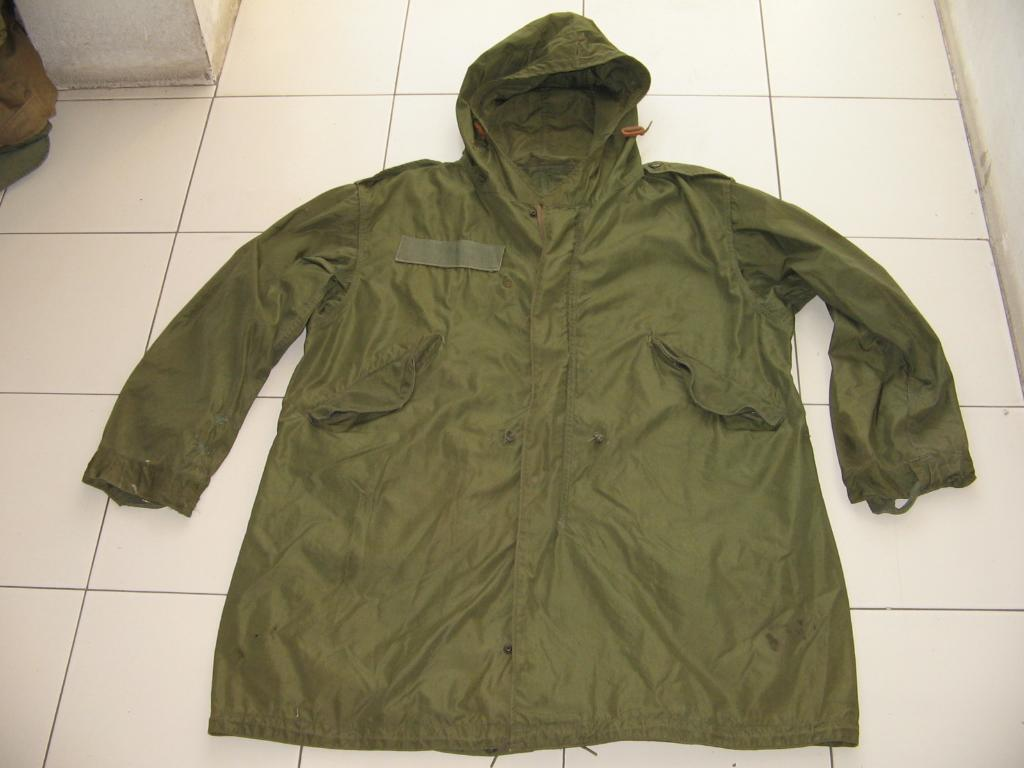
Il parka fish-tail M-51

### Origini
I primi mod non usano riunirsi in gruppi, né seguono uno stile preciso e uniformato, bensì ciascun individuo riflette un proprio stile puramente e profondamente personale, pur mantenendo un look comune dal taglio dei capelli new french line alla ricerca degli abiti sartoriali italiani, tipicamente composti da giacche strette a tre o quattro bottoni e pantaloni stretti e affusolati (storicamente del modello Sta-Prest) che non terminavano mai a più di due centimetri dalla scarpa. Tra i negozi di abbigliamento, i punti di riferimento erano John Stephens in Beak Street e, poi, Cecil Gee e Lou Austin in Shaftesbury Avenue, Vince in Newburgh Street, His Clothes in Carnaby Street, ma anche Sam Arkus nel West End, Lou Rose nell'East End, e Bilgorri a Bishopsgate.
Sulla base dell'attrazione per lo stile italiano prese piede l'utilizzo di scooter italiani (Vespe e Lambrette) come mezzo di trasporto; per proteggere gli abiti sartoriali durante gli spostamenti in motorino, i mod iniziarono allora a indossare i giacconi Parka, già comuni tra gli Scooter Boy, giacconi militari usati dai soldati e dai Marine statunitensi durante la guerra di Corea, spesso adornati con simboli come il target della R.A.F..
Prima dell'avvento del mod revival alla fine degli anni settanta, non esiste un vero e proprio genere musicale mod, ma piuttosto un insieme di generi tradizionalmente ascoltati dai mod. 
Con il passaggio dagli anni sessanta, il tipo di musica ascoltata acquisisce una caratteristica imprescindibile di tutto il movimento, spostandosi dal mod jazz sempre di più verso la musica afroamericana come il soul e il rhythm and blues, a suoni giamaicani come lo ska, portato in Inghilterra dai crescenti flussi migratori di quegli anni, presto riconosciuto con il nome di Bluebeat, ed infine alla musica beat ed al fenomeno British invasion, della quale hanno fatto parte primi tra tutti The Beatles e Rolling Stones, gli Who, gli Small Faces, i Kinks, Spencer Davis Group, gli Action, The Yardbirds, gli Artwoods e i Creation.

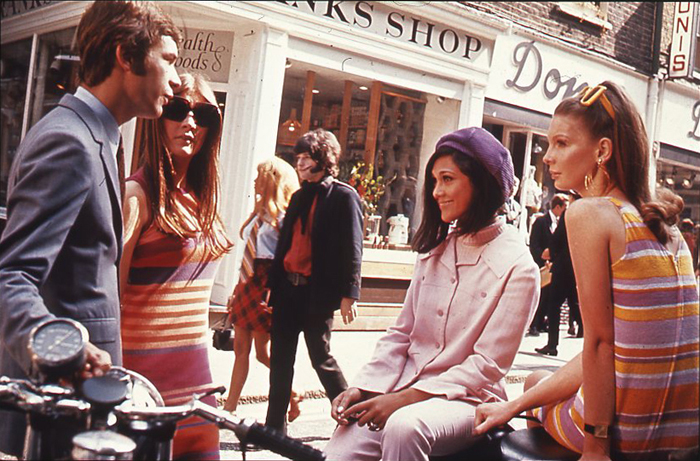
Mod in Carnaby Street nel 1966

### LaGolden Era
La diffusione della cultura mod si ebbe circa dal 1962 al 1965, quando molte emittenti televisive del Regno Unito cominciano a interessarsi alla subcultura, inserendo all'interno dei loro programmi musicali iconografie tipiche moderniste o, come nel caso di Ready Steady Go!, veri e propri mod appartenenti alla scena londinese, portando a un'esplosione su scala nazionale del fenomeno ancora delimitato ai confini di Londra, ma al contempo ad una massificazione dello stile, che perse la ricercatezza iniziale. Così come nell'abbigliamento e nella musica, i nuovi mod emulano i predecessori anche nelle abitudini, come quella di "invadere" con gli scooter le spiagge dell'Inghilterra meridionale, in particolare Brighton, durante le vacanze primaverili ed estive, e trovandosi molto spesso a contatto con giovani rocker, subcultura distantissima dagli ideali dei mod dell'epoca. Questi scontri, molto spesso risse circoscritte, sono riportate iperbolicamente dalla cronaca nazionale su giornali e tv al fine di stigmatizzare entrambe le fazioni agli occhi dell'opinione pubblica, ma con la crescente popolarità tra i nuovi adolescenti inglesi, si assiste negli anni a un'escalation di violenza non soltanto tra mod e rocker, ma anche tra mod e forze dell'ordine che sorvegliano i lidi durante questo genere di raduni.
Unitamente all'abbigliamento, e alla musica, un fattore che contraddistinse il periodo di massima espansione mod in Inghilterra fu quello della sperimentazione di droghe, in particolare le anfetamine, sostanze legali all'epoca, normalmente utilizzate nelle diete dimagranti e prescrivibili mediante il rilascio di una comune ricetta. Inizialmente l'uso delle anfetamine non aveva lo scopo psicotropo, ma semplicemente quello di massimizzare il tempo libero riducendo il bisogno di sonno che normalmente era ridotto dai ritmi lavorativi, potendo così dedicarsi alla musica, alla danza, alla frequentazione dei locali per buona parte del week-end. 
L'uso eccessivo di droghe da parte dei giovani modernisti, unitamente al loro "look" definito dozzinale, e alla spiccata vena musicale pop, portò ad una serie di modifiche interne scindendo questi ultimi dai prime movers.

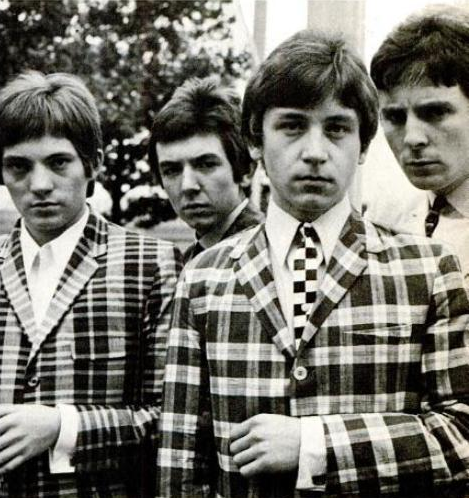
Gli Small Faces nel 1965

Dal 1966 in poi, con l'introduzione delle droghe da club e della nuova ondata psichedelica proveniente dalla California, il movimento cominciò a mutare e a frammentarsi generando nuovi stili estetici e musicali.
Una parte della scena mod londinese legata alla moda "Carnaby", cominciò a dedicarsi alla nascente musica freakbeat, che mantiene la forma-canzone nella lunghezza del brano e nella melodia dei gruppi delle origini, Who e Small Faces in primis, abbandonando lentamente i primi suoni soul e rhythm & blues a favore di un'attitudine psichedelica. Fedeli al concetto di Moving and Learning adottano immediatamente la new thing seguendo le mutazioni musicali dei gruppi di inizio decennio come The Who e The Creation e accogliendone di nuovi: The Eyes, Les Fleur De Lys e Pretty Things su tutti. I capelli cominciano ad allungarsi mentre l'abbigliamento subisce numerose trasformazioni: dal tipico completo sartoriale italiano si passa ad abiti decisamente meno pregiati con pantaloni dal taglio "scampanato", camicie dai colori decisamente più eccentrici, spesso adornate da fantasie paisley, e i classici mocassini college lasciano spazio agli stivaletti a punta Chelsea boots.
In contrasto con questo nuovo stile, l'altra parte della scena modernista di allora si identifica maggiormente nelle radici workin' class, rivendicandone l'appartenenza così come i predecessori del decennio passato. Per distinguersi dalle nuove tendenze questi ultimi estremizzano il loro stile estetico rifiutando i colori sgargianti e le tinte paisley, riducendo sempre di più la lunghezza dei capelli e prediligendo un abbigliamento minimale come camicie a quadri, bretelle e jeans Levi's con doppio risvolto solitamente sopra ad un paio di scarponcini da lavoro o di anfibi Dr. Martens. In ambito musicale gli hard mod, così soprannominati per la natura dura ed estrema del loro stile, mantengono alta la passione per la musica black, come il soul e il rhythm & blues, focalizzando l'attenzione sui suoni musicali giamaicani, ska e rocksteady in principio e successivamente l'early reggae, ignorando completamente l'evoluzione estetico-musicale del periodo. Con il passare del tempo molti di questi mod si distaccano dalla subcultura originale e vengono riconosciuti come primi skinhead.

### Gli anni settanta ed ilnorthern soul

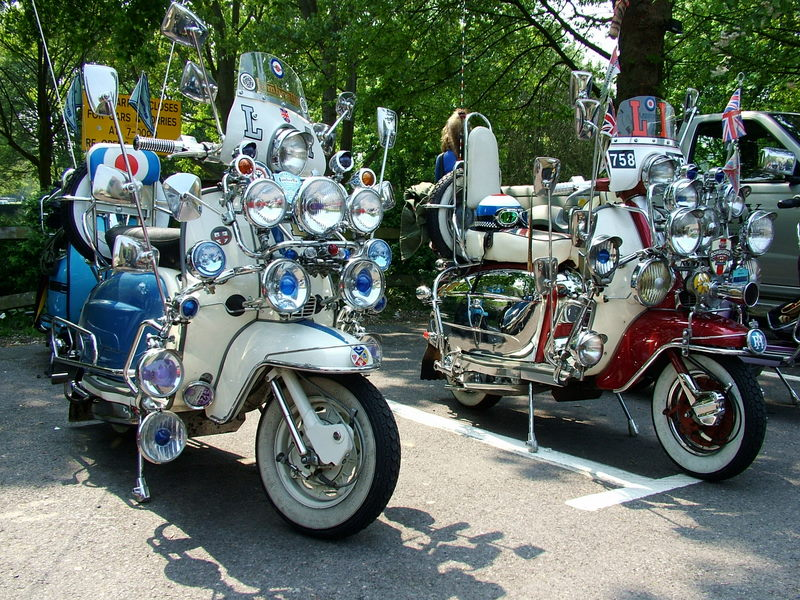
Due scooter accessoriati

Con la frattura di fine decennio il movimento mod londinese subisce una battuta d'arresto passando da moda mainstream a fenomeno underground e in pochi rimangono legati alle attitudini del movimento originale. Al contrario, nel nord del paese i mod cominciano ad affollare vecchie sale da ballo utilizzate nei sessanta da grandi artisti del soul come Wilson Pickett, portando avanti la passione per l'ascolto e il ballo della musica nera. Nascono poi locali come il Twisted Whell a Manchester, il Wigan Casino a Wigan, il Blackpool Mecca a Blackpool o il Torch a Stoke on Trent, affollati durante i fine settimana da giovani mod ossessionati dai vecchi dischi soul e R&B anni sessanta; rarità, b side e più in generale canzoni mai arrivate ad un vero e proprio successo. In pochissimo tempo si comincia a parlare di northern soul.
(Dave Godin)
La passione e la ricerca compulsiva dei mod per questo genere di musica segna l'intero decennio legando indissolubilmente il nome northern soul ai mod; se non altro perché per la prima volta in assoluto nasce e si sviluppa uno stile diverso al di fuori dagli ambiti e dai canoni della capitale inglese, fino ad allora considerata la "culla del modernismo".
Alcuni cambi di stile distinguono i mod del nord dai predecessori. I live show e la cura per lo scooter perdono di importanza, i completi sartoriali della Swinging London lasciano spazio a jeans, t-shirt e scarpe da bowling; look che permette di unire stile a praticità nella pratica del ballo sempre più acrobatico e spettacolare.
Con il passare degli anni e con il crescente sviluppo della scena northern soul, si crea un'altra frattura all'interno del movimento che si divide tra "puristi" dell'etica e dell'estetica mod, restii alle derive estreme musicali e di look del "nuovo movimento", e fanatici della musica soul ormai slegati completamente dal concetto di modernismo anni sessanta.

### Il mod revival
Durante i tardi anni settanta il movimento mod affievolitosi lungo il decennio, visse un'ondata revivalistica; dapprima in Inghilterra per poi espandersi in America e nel resto d'Europa durante i primi anni ottanta.
Il trampolino di lancio di questa nuova ondata fu l'uscita nelle sale cinematografiche del film Quadrophenia, di Franc Roddam, che narrava la storia di Jimmy, un mod degli anni sessanta, protagonista dell'omonimo concept album degli Who, unita alla nascita e all'affermazione di gruppi punk dai forti connotati mod; primi su tutti i The Jam.
Il mod revival riporta prepotentemente l'attenzione al look tipico dei mod originali, completi sartoriali tre bottoni dai colori e dalle fantasie vivaci ed eccentriche, il ritorno all'ossessione dello scooter accessoriato e ad una crescente affezione nei confronti dei neonati gruppi musicali mod revival ma anche 2 tone ska.
A differenza dei predecessori dei decenni passati, i nuovi mod amano riunirsi in gruppi formando via via degli appuntamenti fissi all'interno dei quali i gruppi musicali hanno la possibilità di esibirsi prima dei Mod allnighter, dj set dove il northern soul viene definitivamente consacrato come genere musicale predominante, a discapito del mod jazz, dello ska originale, del rhythm and blues e del soul. In questo scenario nascono gruppi come Secret Affair, The Chords, Merton Parkas che daranno vita all'unico genere musicale che associa le peculiarità delle radici musicali mod, ai suoni contemporanei del punk rock.

Sempre in Inghilterra, in un contesto parallelo, si assiste alla nascita dello ska revival grazie alla 2 Tone Records dei The Specials, che nelle proprie produzioni talvolta abbina il suono classico giamaicano alla graffiante sonorità ed alla crudezza dei testi del punk. Molti mod, così come i predecessori, diventano amanti di questi gruppi ska tra cui Madness, Selecter e The Beat.
Con il successo internazionale di gruppi come The Jam e The Specials, così come in Inghilterra nel 1978, la diffusione del film Quadrophenia nelle sale cinematografiche di tutto il mondo esternalizza il fenomeno mod in tutta Europa, soprattutto in Spagna, Italia, Francia, Svezia e Germania, negli Stati Uniti, ma anche in Australia e Giappone.
Mentre il modernismo varca per la prima volta i confini inglesi, la prima ondata revivalista svanisce a seguito dello scioglimento dei principali gruppi che ne hanno fatto parte, salvo poi continuare in misura minore da metà anni ottanta con la nuova ventata pop soul dei gruppi come Style Council, di Paul Weller e Mick Talbot rispettivamente ex di Jam e Merton Parkas, con i The Truth di Dennis Greaves, i Makin' Time, etc.
L'attenzione dei mod ad ogni modo si sposta sempre di più verso l'organizzazione di eventi strutturati e programmati, lasciando ampio spazio alle selezioni dei disc jockey a discapito delle esibizioni live delle band, che ritornano ad essere messe in secondo piano.

### La terza ondata

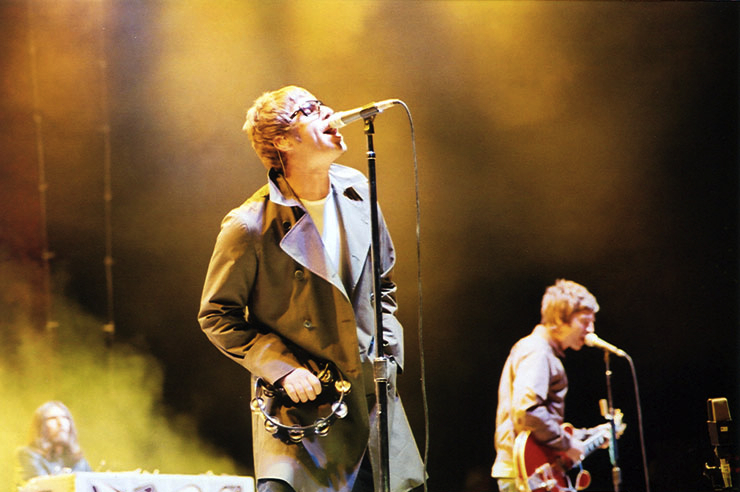
Noel e Liam Gallagher in concerto.

La terza ondata mod viene collocata all'incirca nei primi anni novanta, grazie alla diffusione dell'acid-jazz e del britpop. Molti mod del periodo si trovarono in difficoltà al confronto coi precedenti revivalisti, sia per una questione d'abbigliamento, sia per un cambio di idee seguito all'evoluzione socio-culturale; questi ultimi cominciarono a ricorrere ad un abbigliamento vintage o moderno che si rifaceva allo stile degli anni settanta, periodo in cui affondava la musica contemporanea da loro prediletta.
È comunque il movimento britpop a presentare, negli anni novanta, evidenti influenze mod su alcune band, tanto da far emergere un filone neo-mod all'interno di quella scena. Tra i gruppi che rientravano in questo filone vi erano, secondo la stampa dell'epoca, Ocean Colour Scene, Cast, Northern Uproar, Oasis, Supergrass, Menswear, Shed Seven e i primi Blur, ma anche i Kula Shaker in quanto vicini alla psichedelia dei Beatles. Il britpop ha inoltre intercettato l'interesse dei mod, poiché capace di avvicinarsi ai loro gusti attraverso le influenze musicali anni sessanta ed una mescolanza di elementi iconografici.
Gli Oasis collaborarono spesso con Paul Weller e con gli Who, e Liam Gallagher sfoggiò spesso un look tipicamente mod durante le apparizioni della band. Inoltre, alla fine del decennio successivo lanciò una catena d'abbigliamento ispirata ai modernisti.
Si può dire che la terza ondata in sé non ha portato grandi cambiamenti alla scena mod già esistente, come successe nel 1979 con il mod revival, ma ha semplicemente fatto riscoprire ai giovani dell'epoca lo spirito e lo stile mod dei decenni precedenti.
Successivamente, un altro filone musicale ricollegato al mod revival è inoltre l'indie rock degli anni 2000: pur essendo un genere molto ampio che comprende diverse varietà di artisti, all'interno della scena indie si sono realizzate nicchie di chiara ispirazione modernista. Un esempio su tutti sono i Last Shadow Puppets, gruppo di Miles Kane e Alex Turner, leader del gruppo indie-rock degli Arctic Monkeys, anch'essi molto apprezzati. Altri gruppi che rientrano nel filone "mod di terza generazione" sono inoltre i britannici The Enemy, The Ordinary Boys, i Kaiser Chiefs e i Twisted Wheel.

## Scontri con altri movimenti giovanili
I mod si scontrarono spesso con altri movimenti giovanili, primi fra tutti con i rocker, e più tardi con i punk (il gruppo punk The Exploited scrisse anche una canzone al riguardo contro i mod intitolata Fuck The Mods). Gli attriti talvolta degenerarono in vere e proprie battaglie tra le differenti fazioni rivali nelle strade cittadine, come accadde sul lungomare di Brighton e su quello di Margate.

## I mod in Italia

### Storia

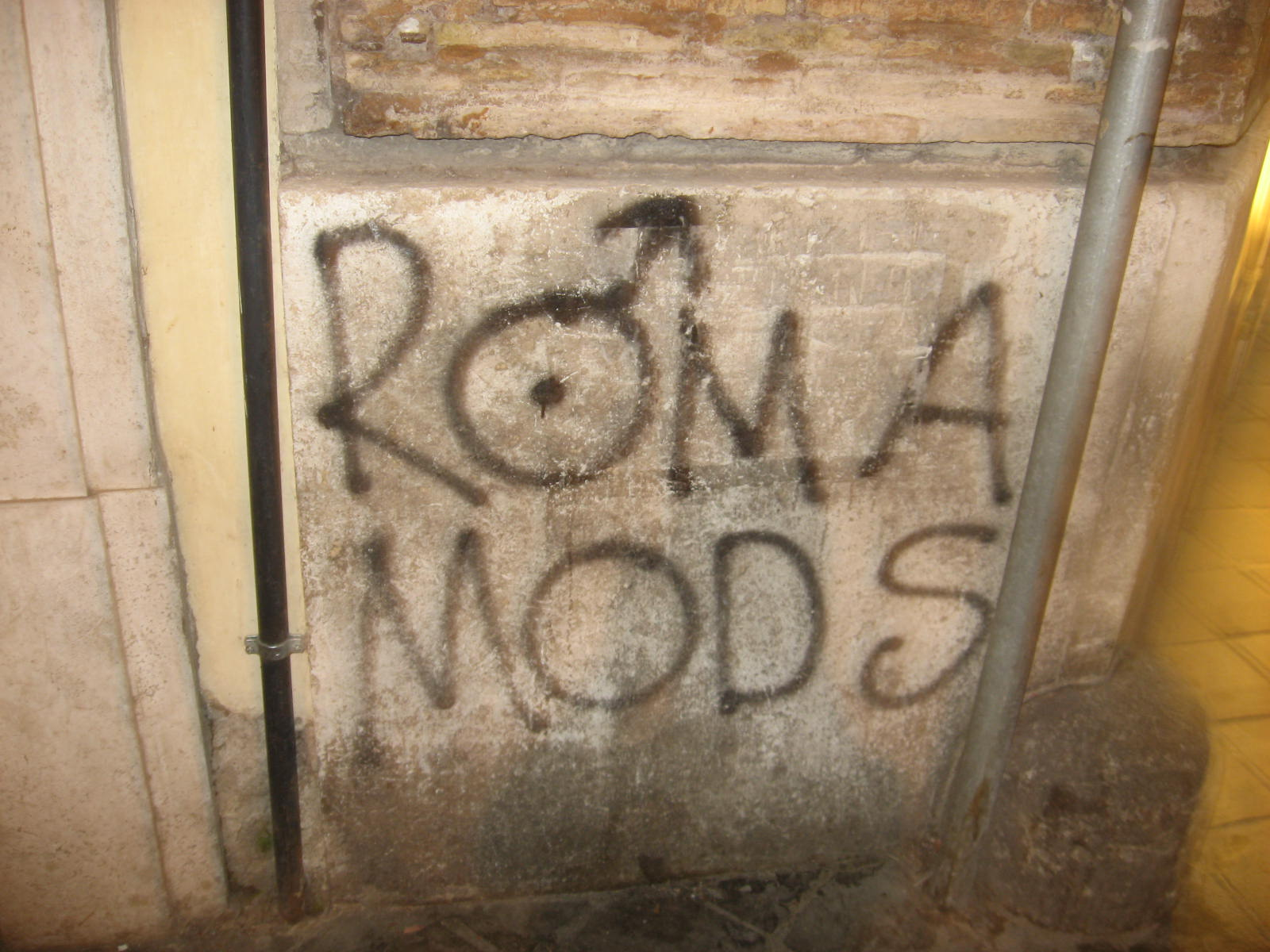
Un graffito in piazza Capranica a Roma

In Italia si parla dei mod già a partire dagli anni '60: nel 1965 il cantante libanese Ricky Shayne raggiunge il successo con Uno dei mods, la cui copertina rappresenta proprio uno scontro tra mods e rockers; il brano, scritto da Franco Migliacci su musica di Gianni Meccia, racconta lo scontro tra le due bande avvenuto il 29 marzo 1964 a Clacton nell'Essex.
A questo brano fa seguito un'altra canzone di argomento mod, Vi saluto amici mods, sempre con il testo di Migliacci ma con la musica di Bruno Zambrini.
Gli stessi scontri tra mods e rockers ispirarono nel 1966 un'altra canzone, Atto di forza nº 10 dei Ragazzi del Sole, con il testo scritto da Alberto Salerno e la musica dal fratello Massimo.
I mod ritornarono ad apparire nel 1979, con il mod revival: i primi modernisti di Milano avevano come luogo di ritrovo un bar all'angolo tra via Dogana e via Cappellari, per poi spostarsi in via definitiva nella storica piazza Mercanti.
Solo successivamente al 1980 e all'uscita nei cinema italiani del film Quadrophenia, a Torino, Alessandria, Milano, Roma e in altre località cominciano a formarsi i vari gruppi mod.
Da allora comincia la formazione di una scena nazionale, grazie anche alla fanzine Faces, redatta da Tony Face e Alfred 'The Mod' Cancellieri, che serviva da collante per le varie realtà. Il tutto culmina con l'organizzazione del primo raduno nazionale mod che si svolge a Gabicce Mare nel 1981.
Nel dicembre del 1983 si tenne il raduno noto come Mod Alldayer in un locale di Roma, in cui suonarono gli Halfbeat di Roma, i Lager di Cosenza, i britannici Small World, gli spagnoli Brighton 64, e i romani Underground Arrows, con la presenza del DJ Eddie Piller. Verso la fine dell'anno, gli Underground Arrows suonano in Regno Unito (primo gruppo mod italiano insieme ai Four By Art di Milano), esibendosi a Londra con due concerti, nel primo come spalla al gruppo inglese Fast Eddie all'Ilford Palais. Negli anni successivi i raduni dei mod italiani si svolgono a Rimini e Savona.

### La situazione attuale
Attualmente, le principali presenze mod italiane sono a Torino e Milano, e vengono puntualmente organizzate serate e raduni nazionali ed internazionali in collegamento con le varie scene mod europee.
Il complesso più affermato riconducibile alla scena mod sono attualmente gli Statuto di Torino.
I principali raduni mod nazionali ed internazionali si svolgono ogni anno a Rimini con "The italian Job" durante il week-end di Pasqua ed a Cattolica con il "Raduno Mod Italiano" alla penultima settimana di settembre.
Un evento di carattere internazionale è l'All Saints Mod Holiday a Lavarone (Trento) durante il week-end di Ognissanti.
Vengono organizzate serate mod, il Flamingo Mod Club a Torino e l'Underground Blues a Teramo.

## I mod e lo stadio
Il recarsi allo stadio per tifare la propria squadra di calcio era una scelta più che altro individuale, e non una ragione o un motivo di appartenenza al gruppo, anche se a lungo andare questo tipo di pratica fu causa di divisioni interne al movimento. La principale fu quella tra mod e hard mod, avvenuta verso metà degli anni settanta, principalmente per ragioni sociali, ma dove la "cultura da stadio" giocò un ruolo importante.
Gli hard mod erano abituali frequentatori degli stadi inglesi, dove spesso si mischiavano ai primi skinhead, nel tifare e soprattutto nel cercare il contatto fisico con gli avversari e con la polizia, al contrario dei coetanei mod, che preferivano non partecipare a queste pratiche tipiche di quell'epoca.
(Nigel Mann, citato in Paolo Hewitt, Mods. L'anima e lo stile,  Arcana, Milano, 2002)
Anche in Italia la presenza mod, dagli ottanta ad oggi, è attestata nelle curve degli stadi a fianco degli ultras a titolo strettamente personale poiché non vi è nessun legame ufficiale tra i due movimenti. Dei tanti striscioni recanti la dicitura "Mods" apparsi nelle curve, alcuni appartengono a frequentatori della scena modernista, come i Granata Mods del Torino, nei primi anni novanta, gli ASR Mods della Roma, altri gruppi di ex frequentatori della scena mod italiana, ed altri semplicemente ispirati dal nome come i Mods Bologna.

## I mod nella cultura di massa
- Il film Quadrophenia (1979), basato sull'album omonimo degli Who (1973), celebrò, non senza una valenza nostalgica, il movimento mod.
- Storicamente contemporanea, ma quasi sconosciuta, è la pellicola interpretata da Alberto Sordi e la prima da lui diretta, Fumo di Londra (1966), dove un maturo antiquario italiano viene irretito dalle bizzarrie di un gruppo di giovani mod londinesi per poi rimanere coinvolto in una gigantesca rissa in un bosco con una banda di rocker, mentre degli anziani benpensanti assistono flemmatici commentando ipocritamente, senza celare la loro maggiore vergogna generazionale.
- Il cantante italiano Luciano Ligabue ha reso omaggio al movimento modernista facendo apparire in una scena del suo primo film, Radiofreccia, un mod, vestito con un classico abito a 3 bottoni ed in sella ad una Innocenti Lambretta tipicamente elaborata in stile mod.
- Le canzoni Uno dei Mods/Cosa pensi di me (1965, famosa è la cover dei Nabat) e Vi saluto amici mods (1966), cantate da Ricky Shayne, furono due successi degli anni sessanta in Italia, nonostante le idee dell'autore del testo fossero assai confuse sul tema (per esempio, si parla di mod con giacche di cuoio e i blue jeans).